# Pedro Salaverría
Pedro Salaverría y Charitu (Santander, 17 de octubre de 1821-San Sebastián, 5 de agosto de 1896) fue un hacendista y político español,  ministro de Hacienda y de Fomento durante el reinado de Isabel II y, nuevamente, ministro de Hacienda durante el reinado de Alfonso XII.
Escribiente en el Gobierno Civil de Burgos y en la Contaduría de la misma provincia hasta 1838, luego pasó a la Oficina de Rentas y de allí a Sevilla en 1844. Sus trabajos sobre la tesorería pública impresionan a sus compañeros que le llaman, en 1854, para formar parte del Ministerio de Hacienda en calidad de Secretario de Estado.

## Diputado
Obtuvo acta de diputado en el Congreso en los sucesivos procesos electoras celebrados entre 1858 y 1865 por las circunscripciones de Valladolid (1858) y Santander (1863 - 1865). Con la Revolución de 1868 se retiraría de la vida política activa a la que retornaría durante la I República al ser elegido nuevamente diputado, en esta ocasión por la provincia de Burgos, en las elecciones de 1872 repitiendo dicho escaño en los procesos electorales de 1873 y 1876 aunque en 1877 renunciaría a su acta de diputado para ocupar el cargo de gobernador del Banco de España.

## Ministro

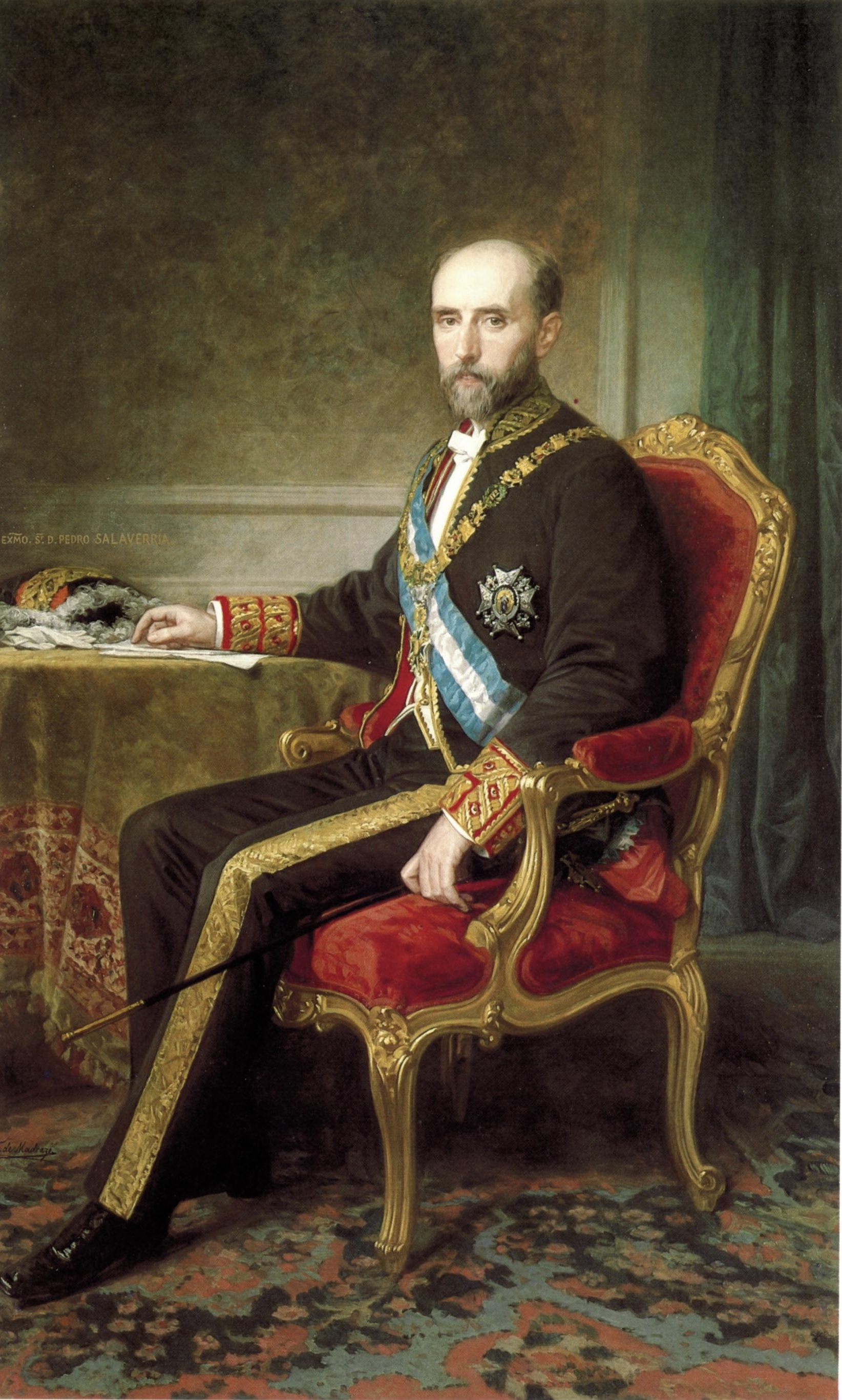
Retrato de Pedro Salaverría, por Federico Madrazo (colección Banco de España).

Fue ministro de Hacienda entre el 20 de septiembre y el 12 de octubre de 1856, y entre el 30 de junio de 1858 y el 2 de marzo de 1863 en gabinetes presididos por O'Donnell. Posteriormente, entre el 1 de marzo y el 16 de septiembre de 1864 volverá a dirigir el ministerio en un gobierno Mon y, finalmente será nuevamente ministro de Hacienda entre el 31 de diciembre de 1874 y el 25 de julio de 1876 en una serie de gobiernos que presidirían Cánovas y Jovellar.
También sería ministro de Fomento entre el 25 de octubre de 1857 y el 14 de enero de 1858 en un gobierno Armero.